# Визгин, Виктор Павлович
Ви́ктор Па́влович Визги́н (род. 4 ноября 1940, Полярный) — советский и российский философ, доктор философских наук (2000), главный научный сотрудник Института Философии РАН, специалист по западноевропейской философии XX века, в частности Гастона Башляра и Габриэля Марселя, историк науки, переводчик с французского языка, писатель. Один из авторов Большой Российской энциклопедии и Новой философской энциклопедии.

## Биография
Родился в семье военного моряка Павла Александровича Визгина (1906—1981).  Брат — историк физики В. П. Визгин. В 1962 году окончил химический факультет МГУ им. М. В. Ломоносова, в 1966 — аспирантуру кафедры философии для естественных факультетов МГУ. В 1968 году защитил кандидатскую диссертацию на тему «Философский анализ проблем химической эволюции», в 2000 — докторскую диссертацию «Нестандартные формы знания в  истории философии и науки: квалитативизм, плюралистическая космология, герметизм». Член Нью-Йоркской академии наук (с 1994). 
Преподавал философию на химическом факультете МГУ, с 1971 по 1978 годы — научный сотрудник Института истории естествознания и техники АН СССР, с 1988 года работает в ИФРАН. Читал лекции по философии для аспирантов РИК (проблематика: философия культуры  у представителей философии жизни: Ницше, Дильтей, Бергсон). Организатор семинара «Русская философия» (Библиотека «Дом А. Ф. Лосева»).
Автор художественной прозы, в частности фантастики, литературно-философских эссе и воспоминаний.

## Избранные труды
- Генезис и структура квалитативизма Аристотеля / Акад. наук СССР, Ин-т истории естествознания и техники. — М.: Наука, 1982. — 428 с.; 2 изд.: М.—СПб.: Центр гуманитарных инициатив, 2016. — 416 с. — ISBN 978-5-98712-672-1
- Научный текст и его интерпретация // Методологические проблемы историко-научных исследований / Отв. ред. И. С. Тимофеев. — М.: Наука, 1982. — С. 64—75.
- Идея множественности миров. Очерки истории. — М.: Наука, 1982. — 291 с.; Изд. 2-е, испр. и доп.: М.: Издательство ЛКИ, 2007. — 336 с. — ISBN 978-5-382-00195-1
- Человек и орудие / Препринт; Ин-т истории естествознания и техники Акад. наук СССР; № 28. — М.: [ОКМП Мособлстата], 1988. — 67 с.
- Химическая революция как смена типов рациональности // Исторические типы рациональности. — T. 2 / Отв. ред. П. П. Гайденко. — M.: Институт философии РАН, 1996. — 348 с. — С. 173—204. — ISBN 978-5-458-64961-2
- Эпистемология Гастона Башляра и история науки. — М.: Институт философии РАН, 1996. — 263 с. — ISBN 5-201-01893-9
- Постструктуралистская методология истории: достижения и пределы // Одиссей: Человек в истории: 1996. — М.: Наука, 1996. — С. 39—59. — ISBN 5-89344-001-3
- Герметизм, эксперимент, чудо: три аспекта генезиса науки нового времени // Философско-религиозные истоки науки / Институт философии РАН; Отв. ред. П. П. Гайденко. — М.: Мартис, 1997. — С. 88—141. — ISBN 5-7248-0045-4
- Генеалогия культуры: Ницше, Вебер, Фуко // Постижение культуры: Концепции, дискуссии, диалоги: Ежегодник. — Вып. 7. — М.: РИК, 1998. — 366, [2] с. — ISBN 5-7196-0029-9
- La tradition hermetique et la revolution scientifique: vers une nouvelle revision de la these de Fr. A. Yates // Alchemy, chemistry and farmacy / Ed. by M. Bougard. — Turnhout: Bripols, 2002. — P. 61—66. — ISBN 250351412X (фр.)
- На пути к другому: от школы подозрения к философии доверия. — М: Языки славянской культуры, 2004. — 795 с. — ISBN 5-94457-142-X
- Философия Габриэля Марселя: Темы и вариации. — СПб.: Издательский дом «Миръ», 2008. — 711 с.  — ISBN 978-5-98846-024-4
- Философия науки Гастона Башляра. — М.: Центр гуманитарных инициатив, 2013 (Серия: Humanitas). — 287 с. — ISBN 978-5-98712-140-5
- Очерки истории французской мысли. — М.: Институт философии РАН, 2013. — 133 с. — ISBN 978-5-9540-0239-3
- Универсальный эволюционистский спиритуализм Бергсона: за и против // А. Бергсон: pro et contra: Антология. — СПб.: Издательство РХГА, 2015. — ISBN 978-5-88812-718-6 — С. 708—743.
- Поздний Шелер о соотношении религии и науки // Топосы философии Наталии Автономовой: К юбилею. — М.: Политическая энциклопедия, 2015. — ISBN 978-5-8243-1997-2 — С. 365—378.
- Рикёр о философии Марселя: опыт интерпретации // Поль Рикёр: человек — общество — цивилизация. — М.: Канон+, 2015. — ISBN 978-5-88373-450-1 — С. 172—192.
- Лица и сюжеты русской мысли. — М.: Фонд «Развития фундаментальных лингвистических инициатив», 2016. — 360 с. — ISBN 978-5-9906133-6-2
- Пришвин и философия. — М.—СПб.: Центр гуманитарных инициатив, 2016. — 240 с. — ISBN 978-5-98712-612-7
- Пьер Адо // Западная философия XX — начала XXI вв.: Интеллектуальные биографии. — М.—СПб: Университетская книга,  2016 (Серия: Humanitas). — ISBN 978-5-98712-688-2 — С. 8—24.
- Фуко М. // Большая российская энциклопедия. — Т. 33.  — М., 2017. — С. 645—646.
- Автор множества научных статей, в том числе в журналах «Философские науки» и «Вопросы философии».

## Переводы
- В соавт. с: Н. С. Автономова. Фуко М. Слова и вещи. Археология гуманитарных наук. — М.: Прогресс, 1977. — 489 с.; 2-е издание: СПб.: А-cad, 1994. — 408 с. — ISBN 5859620217
- В соавт. с: В. П. Большаков. Марсель Г. Опыт конкретной философии / Общая редакция, послесловие и примечания В. П. Визгина. — М.: Республика, 2004 (Серия: Мыслители XX века). — ISBN 5-250-01887-4
- Марсель Г. Присутствие и бессмертие: Избранные работы. — М.: Институт философии, теологии и истории св. Фомы, 2007 (Серия: Bibliotheca Ignatiana. Богословие, Духовность, Наука). — 328 с. — ISBN 9785942420437
- Марсель Г. О смелости в метафизике: Сб. статей / Сост., пер. с фр., вступ. статья, прим. В. П. Визгина. — СПб.: Наука, 2013 (Серия: Слово о сущем. —  Т. 99). —  416 с. — ISBN 978-5-02-037119-4

## Проза
- Начинающий // Теплый стан: Альманах / Редкол.: М. Ю. Белавин (гл. ред.) и др. — М., 1992 (История души). —  С. 167—228.
- Божьекоровские рассказы: Инопланетная эпопея, английская версия зеленого оригинала которой переведена Виктором Визгиным. —  М.: Фирма «Оливетти», Итальянский институт культуры, 1993.  —  446, [1] c. —  ISBN 5-7333-0423-5
- Наш стиль еще не родился (Попытка лирического манифеста); Путешествие через болезнь с Амиелем в руках // Контекст: Литературно-теоретические исследования: 1994, 1995 / Отв. ред. А. В. Михайлов. — М.: Наследие, 1996. — С. 163—194. — ISBN 5-201-13252-9
- Из «Записок Медитатора» // Контекст: Литературно-теоретические исследования: 2003. — М.: Институт мировой литературы имени А. М. Горького РАН, 2003. —  ISBN 5-9208-0162-X —  С. 225—249.
- В соавт. с: Дульгеру Н. Визгины и другие. —  М.: Языки славянской культуры, 2014. —  192 с. — ISBN 978-5-9551-0726-4